# Lucký rajón
Lucký rajón (ukrajinsky Луцький район) je rajón ve Volyňské oblasti na Ukrajině. Hlavním městem je Luck a rajón má přibližně 455 tisíc obyvatel. 

## Města v rajónu
- Berestečko
- Horochiv
- Kiverci
- Luck
- Rožyšče